# Chloridolum cyanipes
Chloridolum cyanipes là một loài bọ cánh cứng trong họ Cerambycidae.